# 喜連川家
喜連川家（きつれがわけ）は、足利氏の後裔である、武家・華族だった日本の家。足利尊氏の次男で初代鎌倉公方の足利基氏を祖とする。その鎌倉公方から敵対独立した小弓公方系足利家が直接の前身にあたる。足利国朝が豊臣秀吉から下野国喜連川（現・栃木県さくら市）に所領を扶持され、この地名を名字としたのが興りである。
江戸時代には喜連川藩主家として、石高では5千石の旗本交代寄合クラスにとどまる一方で10万石格の大名に準ずる格式を江戸幕府から認められるという、特殊な扱いを受けた。明治維新を経て足利姓に復し、華族令で子爵の爵位を授けられた。

## 概要
鎌倉公方の後裔にあたる古河公方家とその支流の小弓公方家は、戦国時代末期には後北条氏や千葉氏との戦によって衰亡していたが、名家の断絶を惜しんだ豊臣秀吉に再興を許された。秀吉は衰亡していた小弓公方家の足利国朝に対して、古河公方家足利義氏の娘である氏姫の婿としてその家を継がせ、下野国喜連川で400貫の所領を与えた。これ以降、国朝とその後裔は「喜連川」の名字を称した。喜連川は旧古河公方領でありながら、小田原征伐後に関東地方の大部分を新たに支配することになった徳川家の所領からはやや離れた場所にあり、徳川家に関東地方の支配を任せつつも、同家の勢力が自分たちを脅かす勢力に成長することを警戒していた豊臣政権による一種の政治的配慮（牽制策）があったとみられている。
国朝は文禄2年（1593年）、文禄の役従軍中に病没し、氏姫は国朝の弟・頼氏と再婚し、頼氏は喜連川の所領を受け継いだ。慶長6年（1601年）には1000石を加増されて5000石となり、所領は江戸時代に喜連川藩となった。
喜連川家は当初、足利氏の後裔として優遇されており、一切の課役を免じられ、公には無高であった。正徳4年（1714年）頃の武鑑には表高家として記載される一方、享保3年（1718年）頃の武鑑では諸侯（大名）扱いとなっており、その間に扱いが変化したとみられる。実際、喜連川家は参勤交代や諸役が免除されていた上、武家官位を受けずに無位無官でありながら歴代の鎌倉公方が任官した左馬頭や左兵衛督を名乗ることが公式の場でも許されており、さらに当主自身が「天下ノ客位」「無位ノ天臣」と称していた。また、当主は「御所」と敬称されること（御所号）を許されたが、これは本来五摂家の当主に限り許された特権であった。これらは江戸幕府によっても認められ、江戸城中でも四品に準じた存在とされた。喜連川家に対する特別な扱いは、同家がただ単に貴種であったのみならず、徳川家移封前の関東地方において同地方の支配者として一定の政治的権威を有した存在であり、徳川家および幕府としても関東地方支配の安定化のために一定の配慮をしなければならない存在であったことが背景にあったとみられている。
喜連川家は途中で関東足利氏傍系から養子が入ったものの明治まで続き、明治維新後は足利姓に復し、諸侯扱いであったことが考慮されて華族となり、明治17年（1884年）に当時の当主・足利於菟丸が子爵に叙された。於菟丸の長男・足利惇氏はインド・ペルシア学者として知られた一方、散逸していた喜連川家関係史料を蒐集し喜連川家研究に貢献した。惇氏の死後は、甥の足利浩平が第16代当主になっている。

### 喜連川（足利）家当主
1. 足利国朝（喜連川国朝）
2. 喜連川頼氏
3. 喜連川尊信
4. 喜連川昭氏
5. 喜連川氏春（高家宮原義辰の次男）
6. 喜連川茂氏
7. 喜連川氏連
8. 喜連川恵氏（伊予大洲藩主加藤泰衑の長男）
9. 喜連川彭氏
10. 喜連川煕氏
11. 喜連川宜氏（紀氏（後の長岡護美）を細川家より養子に迎えていたが勤まらず、宜氏に交代）
12. 喜連川縄氏（水戸藩主徳川斉昭の十一男）
13. 足利聡氏（高家宮原義直の次男。足利姓に復姓）
14. 足利於菟丸（縄氏の長男）
15. 足利惇氏
16. 足利浩平（惇氏の弟・宜麿の長男）

## 系譜
- 縦太線は実子、横太線は婚姻関係。縦細線は養子。
- 太字は喜連川藩主、斜字は明治維新後の当主。

```
 
古河公方
足利政氏

 ┏┻━━━━┳━━┳━━┓

高基
　
小弓公方
義明
　
基頼
　
貞岩

 ┃　　　　　┃

晴氏
　　　　 ┃
 ┃　　┏━━┛

義氏
　
頼淳

 ┃　　┣━━━┓

氏姫
━
国朝
  
喜連川藩主

 ┗━━┳━
喜連川頼氏

 　　　┃
　　　
義親

 　　　┃
　　　
尊信

 　　　┣━━┓
　　　
昭氏
　
氏信
　
宮原義辰

 ┌──╋━━┳──┐┃
氏信 
菊千代
　女┳━
氏春

 　　　　　　　┃
　　　　　　　
茂氏

 　　　　　　　┣━━┓
　　　　　　 
梅千代
 
氏連
 
加藤泰衑

 　　　　　　　　　 │┏━━┛
　　　　　　　　　　
恵氏

 　　　　┏━━┳━━┫
　　　　
彭氏
 
鉄之助
 
氏敏

 　　　　┗━━┳━━┳━━┓

細川定良
　　　
暉氏
　
綏氏
　
煕氏
　
細川斉護

 　┃┌───────┳━━╋──┐┃
　
宜氏
━━━┳━━━
英子
　 女━━
紀氏

     　　　│　 
徳川斉昭

     　　　│┏━━┛
 
宮原義直
　
足利縄氏

　　┗━━┓│┗━━┳━━┓
 　　　　　
聡氏
    ┃　
亀三郎

　　┏━━━┛└─┐┃
 
宮原厳夫
　　　　
於菟丸

 　　　　　　　　　┣━━┓
　　　　　　　　　
惇氏
　
宜麿

 　　　　　　　　　└─┐┃
　　　　　　　　　　　　
浩平
```